# New England Patriots 2005
La stagione 2005 dei New England Patriots è stata la 36ª della franchigia nella National Football League, la 46ª complessiva e la 6ª con Bill Belichick come capo-allenatore. La squadra si presentò da campione in carica vinse per la terza volta consecutiva la propria division con un record di 10-6. Batté i Jaguars nel primo turno di playoff ma fu eliminata la settimana successiva dai Denver Broncos, in una gara in cui perse cinque palloni.

## Scelte nel Draft 2005
| Giro | Scelta | Giocatore     | Ruolo            | College             |
| ---- | ------ | ------------- | ---------------- | ------------------- |
| 1    | 32     | Logan Mankins | Offensive guard  | Fresno State        |
| 3    | 84     | Ellis Hobbs   | Cornerback       | Iowa State          |
| 3    | 100    | Nick Kaczur   | Offensive tackle | Toledo              |
| 4    | 133    | James Sanders | Safety           | Fresno State        |
| 5    | 170    | Ryan Claridge | Linebacker       | UNLV                |
| 7    | 230    | Matt Cassel   | Quarterback      | Southern California |
| 7    | 255    | Andy Stokes   | Tight end        | William Penn        |

## Calendario

### Stagione regolare
| 1  | 9:00 PM EDT        | 8/9/2005           | Oakland Raiders      | V 30–20            | 1–0                | Gillette Stadium           | ABC                | Recap Archiviato il 29 gennaio 2013 in Archive.is. |
| 2  | 1:00 PM EDT        | 18/9/2005          | Carolina Panthers    | S 17–27            | 1–1                | Bank of America Stadium    | CBS                | Recap Archiviato l'8 febbraio 2013 in Archive.is.  |
| 3  | 4:15 PM EDT        | 25/9/2005          | Pittsburgh Steelers  | V 23–20            | 2–1                | Heinz Field                | CBS                | Recap Archiviato il 29 gennaio 2013 in Archive.is. |
| 4  | 1:00 PM EDT        | 2/10/2005          | San Diego Chargers   | S 17–41            | 2–2                | Gillette Stadium           | CBS                | Recap                                              |
| 5  | 1:00 PM EDT        | 9/10/2005          | Atlanta Falcons      | V 31–28            | 3–2                | Georgia Dome               | CBS                | Recap Archiviato il 30 gennaio 2013 in Archive.is. |
| 6  | 4:15 PM EDT        | 16/10/2005         | Denver Broncos       | S 20–28            | 3–3                | Invesco Field at Mile High | CBS                | Recap Archiviato il 29 gennaio 2013 in Archive.is. |
| 7  | Settimana di pausa | Settimana di pausa | Settimana di pausa   | Settimana di pausa | Settimana di pausa | Settimana di pausa         | Settimana di pausa | Settimana di pausa                                 |
| 8  | 8:30 PM EST        | October 30/10/2005 | Buffalo Bills        | V 21–16            | 4–3                | Gillette Stadium           | ESPN               | Recap Archiviato il 30 gennaio 2013 in Archive.is. |
| 9  | 9:00 PM EST        | 7/11/2005          | Indianapolis Colts   | S 21–40            | 4–4                | Gillette Stadium           | ABC                | Recap Archiviato il 29 gennaio 2013 in Archive.is. |
| 10 | 1:00 PM EST        | 13/11/2005         | Miami Dolphins       | V 23–16            | 5–4                | Dolphins Stadium           | CBS                | Recap Archiviato il 30 gennaio 2013 in Archive.is. |
| 11 | 1:00 PM EST        | 20//2005           | New Orleans Saints   | V 24–17            | 6–4                | Gillette Stadium           | Fox                | Recap Archiviato il 29 gennaio 2013 in Archive.is. |
| 12 | 1:00 PM EST        | 27/11/2005         | Kansas City Chiefs   | S 16–26            | 6–5                | Arrowhead Stadium          | CBS                | Recap Archiviato il 29 gennaio 2013 in Archive.is. |
| 13 | 4:15 PM EST        | 4/12/2005          | New York Jets        | V 16–3             | 7–5                | Gillette Stadium           | CBS                | Recap Archiviato il 30 gennaio 2013 in Archive.is. |
| 14 | 1:00 PM EST        | 11//2005           | Buffalo Bills        | V 35–7             | 8–5                | Ralph Wilson Stadium       | CBS                | Recap Archiviato il 30 gennaio 2013 in Archive.is. |
| 15 | 1:30 PM EST        | 17/12/2005         | Tampa Bay Buccaneers | V 28–0             | 9–5                | Gillette Stadium           | Fox                | Recap Archiviato il 30 gennaio 2013 in Archive.is. |
| 16 | 9:00 PM EST        | 26/12/2005         | New York Jets        | V 31–21            | 10–5               | Giants Stadium             | ABC                | Recap Archiviato il 30 gennaio 2013 in Archive.is. |
| 17 | 1:00 PM EST        | 1/1/2006           | Miami Dolphins       | S 26–28            | 10–6               | Gillette Stadium           | CBS                | Recap Archiviato il 29 gennaio 2013 in Archive.is. |

### Playoff
| Turno      | Ora         | Data      | Avversario               | Risultato | Record | Stadio                     | TV  | Recap |
| ---------- | ----------- | --------- | ------------------------ | --------- | ------ | -------------------------- | --- | ----- |
| Wild Card  | 8:00 PM EST | 7/1/2006  | Jacksonville Jaguars (5) | V 28–3    | 1–0    | Gillette Stadium           | ABC | Recap |
| Divisional | 8:00 PM EST | 14/1/2006 | Denver Broncos (2)       | S 13–27   | 1–1    | Invesco Field at Mile High | CBS | Recap |

## Premi
- Tedy Bruschi:

comeback player of the year (condiviso con Steve Smith)